# Elena Cantarone
Elena Cantarone (Bari, 2 marzo 1958) è un'attrice italiana.

## Biografia
Attrice professionista dal 1983, ha recitato in teatro, televisione, cinema. Il suo esordio televisivo avviene nella serie TV Dieci registi italiani, dieci racconti italiani nell'episodio intitolato La segnorina con la regia di Pasquale Squitieri, mentre l'anno successivo partecipa nel film Un ragazzo e una ragazza diretto da Marco Risi. Successivamente recita in film diretti da Federico Fellini, Marco Bellocchio e Tinto Brass. Per il teatro scrive e interpreta il monologo Marini Vera fu Gaetano.
Nel 2006 pubblica il suo libro di poesie dal titolo Parole invadenti. Lavora anche come adattatrice di dialoghi per il doppiaggio.
Nel 2008 scrive soggetto e sceneggiatura del film TV Sui tuoi passi.
Acquisisce maggiore notorietà grazie alle sue partecipazioni alle serie TV Il giudice Mastrangelo del 2007 e Provaci ancora prof! del 2015.

## Filmografia parziale

### Cinema
- Un ragazzo e una ragazza, regia di Marco Risi (1984)
- Ginger e Fred, regia di Federico Fellini (1986)
- La gallette du roi, regia di Jean-Michel Ribes (1986)
- La visione del sabba, regia di Marco Bellocchio (1988)
- Il bosco 1, regia di Andrea Marfori (1988)
- Snack Bar Budapest, regia di Tinto Brass (1988)
- La riffa, regia di Francesco Laudadio (1991)
- L'anno del terrore (Year of the Gun), regia di John Frankenheimer (1991)
- Abissinia, regia di Francesco Ranieri Martinotti (1992)
- Ladri di cinema, regia di Piero Natoli (1994)
- Tra noi due tutto è finito, regia di Furio Angiolella (1994)
- Io e il re, regia di Lucio Gaudino (1995)
- Cresceranno i carciofi a Mimongo, regia di Fulvio Ottaviano (1996)
- Abbiamo solo fatto l'amore, regia di Fulvio Ottaviano (1998)
- 2061 - Un anno eccezionale, regia di Carlo Vanzina (2007)
- Un'estate al mare, regia di Carlo Vanzina (2008)
- I mostri oggi, regia di Enrico Oldoini (2009)
- Senza arte né parte, regia di Giovanni Albanese (2011)
- Buona giornata, regia di Carlo Vanzina (2012)
- La santa, regia di Cosimo Alemà (2013)
- Domani smetto, regia di Marcello Di Noto e Monica Dugo – cortometraggio (2015)
- Tulipani - Amore, onore e una bicicletta (Tulipani: Liefde, eer en een fiets), regia di Mike van Diem  (2017)
- In viaggio con Adele, regia di Alessandro Capitani (2018)
- Percoco - Il primo mostro d'Italia, regia di Pierluigi Ferrandini (2023)

### Televisione
- Dieci registi italiani, dieci racconti italiani – serie TV, episodio La segnorina (1983)
- Cuore, regia di Luigi Comencini – miniserie TV (1984)
- Le due croci, regia di Silvio Maestranzi – film TV (1988)
- Il giudice istruttore – serie TV (1990)
- Il piccolo popolo regia di Cinzia Th. Torrini – film TV (1990)
- Tra noi due tutto e finito, regia di Furio Angiolella – film TV (1994)
- Il dono di Nicholas regia di Robert Markowitz – film TV (1998)
- Distretto di Polizia – serie TV, episodio 6x01 (2006)
- Il giudice Mastrangelo – serie TV (2007)
- Provaci ancora prof! – serie TV (2015)
- Storia di una famiglia perbene, regia di Stefano Reali – serie TV (2021-2024)
- Le indagini di Lolita Lobosco – serie TV, episodio 3x02 (2024)